# Нугаро, Клод
Клод Нугаро́ (фр. Claude Nougaro) (9 сентября 1929, Тулуза, Франция — 4 марта 2004, V округ Парижа, Франция) — французский певец, автор песен и поэт.
Большой любитель джаза, латиноамериканской и африканской музыки, играя на музыкальности слов, он на протяжении всей своей карьеры стремится объединить французскую песню, поэзию и ритм. Сын французского актёра Пьера Нугаро.

## Биография

### Происхождение, детство, юность
Клод Нугаро родился в семье Пьера Нугаро, оперного певца Парижской оперы и Льетты Теллини, итальянки и преподавателя фортепиано. Её дед Александр, ординарец Капитолия, и бабушка Сесиль, акушерка, пели в хоре. Его родители часто гастролировали, и он вырос у бабушки и дедушки по отцовской линии. В возрасте двенадцати лет он слушал по радио Гленна Миллера, Эдит Пиаф, Бесси Смит и Луи Армстронга, которые среди прочих вдохновили его пойти по этому пути. В 1949 году Клод Нугаро проходил военную службу в Рабате, Марокко, в течение восемнадцати месяцев, десять из которых он провел в тюрьме. После этого он какое-то время работал в Алжире, а затем вернулся в Париж. В то же время он написал песни для Марселя Амона («Le Barbier de Séville» (рус. Севильский цирюльник), «Le Balayeur du roi» (Королевский дворник)), Филиппа Клея («Joseph» (рус. Джозеф), «la Sentinelle» (рус. Часовой)) и тут же познакомился с Жоржем Брассенсом, который стал его другом и наставником.

## Карьера

### Дебют
Клод Нугаро начал свою карьеру на сцене в 1954 году, читая свои стихи парижском кабаре на Монмартре. Клод Нугаро посылает тексты композитору Эдит Пиаф, которая кладет их на музыку («Méphisto» (рус. Мефисто), «Le Sentier de la guerre» (рус. Путь войны)). Именно в кабаре на Монмарте он решил петь свои собственные тексты, чтобы заработать на жизнь. В эти годы Нугаро также писал тексты для других исполнителей.

### Становление
Успеха не было до 1962 года, когда он пришёл с песней «Une petite fille et Cécile ma fille» (рус. Маленькая девочка и Сесиль, моя дочь) (посвященной дочери Жака Канетти). Эти песни сразу же сделали его известным широкой публике. В начале 1960-х он ввел новые ритмы во французские песни и сочинил множество песен, вдохновленных джазовыми темами и ритмами, которые понравились публике: «Les Mains d’une femme dans la farine» (рус. Женские руки в муке), «Les Petits Bruns et les Grands Blonds» (рус. Маленькие коричневые и высокие блондины), «Le Cinéma» (рус. Кинотеатр), «Chanson pour Marilyn» (рус. Песня для Мэрилин), «le Jazz et la Java» (рус. Джаз и Ява).
Его песни «Je suis sous» (рус. Я нахожусь под), или позже «Tu verras» (рус. Ты увидишь), относятся к алкоголю.
В 1963 году автомобильная авария парализовала Нугаро на несколько месяцев. В следующем году он уехал в путешествие по Бразилии. По возвращении он выступал на престижных площадках: Олимпия, Пале д’Ивер в Лионе, Театр де ла Вилль в Париже.
После смерти своего друга Жака Аудиберти в 1965 году он написал ему дань уважения в песне «Chanson pour le maçon» (рус. Песня для масона). Именно в это время он начал сотрудничество с джазовым пианистом Морисом Вандером, который стал его основным музыкальным партнером (аранжировщиком, пианистом и соавтором). Он прозвал Мориса Вандера «Le Coq», и именно в отношении этого пианиста он позже написал и спел «Le Coq et la Pendule» (рус. Петух и маятник).
Несмотря на его ожесточенное неприятие политики, события мая 1968 года вдохновили его на бурную песню «Paris Mai» (рус. Париж май), песню о страданиях современного человека, которую, считая подрывной запретили транслировать. В том же году выпустил свой первый концертный альбом, записанный в парижской Олимпии: «Une soirée avec Claude Nougaro» (рус. Вечер с Клодом Нугаро).
Его песня «Toulouse» (рус. Тулуза) — это яркая дань уважения его родному городу. В то же время он поет два произведения, «Armstrong» (рус. Армстронг) и «Petit Taureau» (рус. Маленький Бык), будущую классику своего репертуара.

### 1970—1985 годы

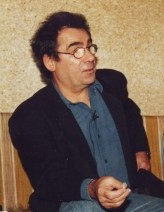
Клод Нугаро в 1980 году

В 1970-х артист также сотрудничал с композитором-аранжировщиком Жан-Клодом Ваннье.
В 1984 году Клод Нугаро посвятил песню «Kiné» (рус. Физиотерапевт) из альбома «Pacifique» (рус. Мирный) своей четвёртой жене Элен.
В 1985 году, после выхода альбома «Bleu Blanc Blues» (рус. Синий Белый Блюз), результаты которого были признаны разочаровывающими, Barclay Records не продлили с ним контракт. Нугаро намекает на это в своей песне «Mon disque d'été» (рус. Мой летний диск).

### Поездка в Нью-Йорк и восстановление успеха
Нугаро продает свой дом на авеню Жюно на Монмартре и уезжает в Нью-Йорк в поисках вдохновения. Спродюсированный Warner Music Group, он написал и записал там альбом «Nougayork» (рус. Нугайорк) под руководством Филиппа Сэсса. В 1987 году Клод Нугаро с песней «Nougayork» (рус. Нугайорк) получает один из своих самых больших хитов. Этот оглушительный успех на долгое время возобновил его карьеру, и опус с рок-музыкой имел успех у публики и критиков, в 1988 году он был награждён премией Виктуар де ля мюзик за лучший альбом и лучшее мужское исполнение.
В 1989 году в том же духе Ноугаро снова получил успех с альбомом «Pacifique» (рус. Мирный). Названия «Énergie» (рус. Энергия) и «Vive l’alexandrin» (рус. Да здравствует александрийский) пользуются успехом; «Toi là haut» (рус. Ты там наверху) посвящен его отцу, который умер в 1988 году, а «Toulouse to win» (рус. Тулуза победа) — вторая песня, которую Клод Нугаро посвящает своему родному городу. В том же году в сопровождении американских музыкантов Нугаро выступил в Парижском Зените, его певческий тур в основном был посвящен двум последним успехам.

## Последние годы жизни
Его здоровье ухудшалось с 1995 года, когда в апреле ему сделали операцию на сердце. В то время Клод Нугаро объявил о своем намерении написать оперу, проект, который не увенчался успехом.
В 2000 году он выпустил альбом «Embarquement immédiat» (рус. Немедленная посадка), который стал его последним успешным студийным альбомом.
В 2003 и 2004 годах, когда он уже был серьёзно поражен болезнью, Клод Нугаро подготовил новый альбом для джазового лейбла Blue Note Records, спродюсированный, как и предыдущий, Иваном Кассаром. В марте артист не закончил запись и альбом. Они вышли посмертно 30 ноября 2004 года.

## Смерть
После перенесенных в начале года новых операций Нугаро умер в V округе Парижа 4 марта 2004 году в возрасте 74 лет от рака поджелудочной железы.
Отпевание прошло в Тулузе в basilique Saint-Sernin. После кремации прах был развеян над Гаронной.

## Семья
Первая жена (в браке с 1954 г. до 1965 г.) — Сильви Нугаро (фр. Sylvie Nougaro), владела рестораном Lapin Agile на Монмартре.
- Дочь — Сесиль Нугаро (фр. Cécile Nougaro) (род. 1962)

Вторая жена (в браке с 1967 г. до 1973 г.) — Одетта Нугаро (фр. Odette Nougaro)
- Дочь — Фанни Нугаро (фр. Fanny Nougaro) (род. 1969)
- Дочь — Тэя Нугаро (фр. Théa Nougaro) (род. 1973)

Третья жена (в браке с 1975 г. до 1985 г.) — Марсия Нугаро (фр. Marcia Nougaro)
- Сын — Пабло Нугаро (фр. Pablo Nougaro) (род. 1977)

Четвёртая жена (в браке с 1994 г. до 2004 г.) — Элен Нугаро (фр. Hélène Nougaro), врач-физиотерапевт из Тулузы, как говорил сам Клод Нугаро «женщина моей смерти» (фр. la femme de ma mort).

## Память
В 2007 году в бывшем регионе Юг-Пиренеи была учреждена премия Клода-Нугаро, направленная на поощрение молодых талантов.

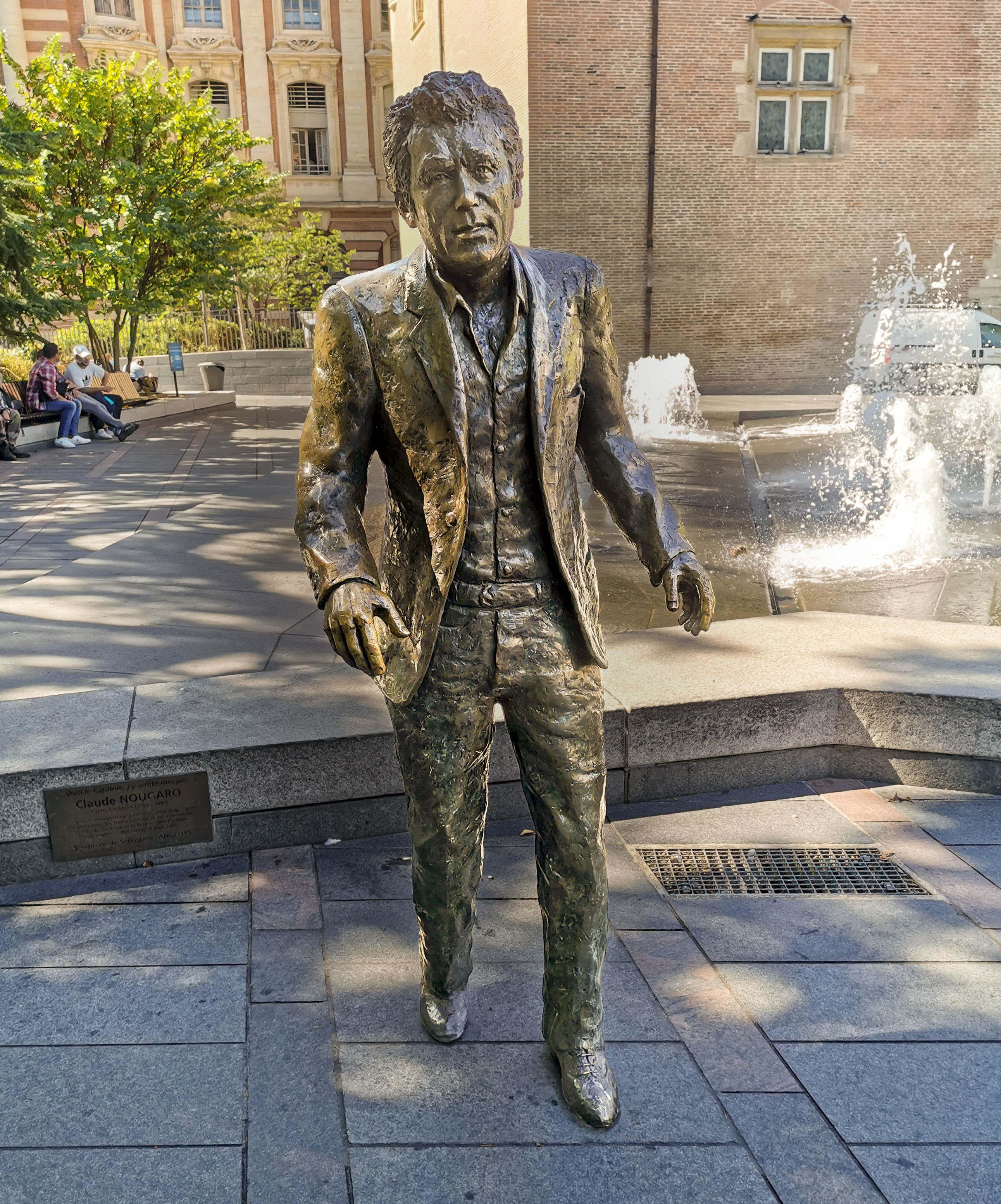
Статуя Клода Нугаро в Тулузе

Его статуя, созданная Себастьеном Ланглосом, была открыта на площади Шарля де Голля 9 сентября 2014 года, в годовщину его рождения.
Также его именем названа станция Тулузского метрополитена «Minimes — Claude-Nougaro».